# Carl Buchheister
Carl Buchheister (auch: Karl Buchheister; * 17. Oktober 1890 in Hannover; † 2. Februar 1964 ebenda) war ein deutscher Maler, Graphiker, Reliefbildgestalter und Hochschullehrer.

## Leben und Werk
Carls Buchheisters Eltern, Wilhelm und Luise Buchheister, besaßen ein Handarbeitsgeschäft in Hannover. Er hatte drei jüngere Geschwister, zwei Schwestern und einen Bruder. Schon in der Schule machte Carl durch seine Begabung zum Malen und Gestalten auf sich aufmerksam. 1910 machte er sein Abitur an der Leibnizschule in Hannover. Auf Wunsch des Vaters, der hoffte, der älteste Sohn werde das Geschäft übernehmen, begann Carl 1910 eine kaufmännische Lehre in einem Bremer Einzelhandelsgeschäft. Abends besuchte er die Kunstgewerbeschule. Carl wollte unbedingt Maler werden, was zu einer Auseinandersetzung mit dem Vater führte. Schließlich gab er jedoch die Einwilligung zum Studium. 1913 besuchte Carl Buchheister die Unterrichtsanstalt des Kunstgewerbemuseums in Berlin.
Nach dem Ersten Weltkrieg lebte Carl als freier Maler in Hannover. Nach bescheidenen Anfängen katapultierte sich Carl Buchheister unter dem Einfluss von Wassily Kandinsky und Kurt Schwitters in die erste Reihe der deutschen Avantgarde. Seit 1925 schuf Buchheister konstruktivistische Bilder und plastische Objekte. In den Jahren 1927 und 1929 schaffte er den künstlerischen Durchbruch. Mit Kurt Schwitters, Rudolf Jahns, Hans Nitzschke und Friedrich Vordemberge-Gildewart gründete er 1927 die Künstlergruppe „die abstrakten hannover“. 1929 hatte er seine erste Einzelausstellung in Herwarth Waldens Galerie „Der Sturm“ in Berlin („Abstrakte Gemälde“).Von 1933 bis 1936 war er auch Mitglied der Pariser Künstlergruppe „Abstraction-Création“.
Nach 1933 galt Buchheister den Nazis wie fast alle modernen Künstler als „entartet“. Er musste seine Ehrenämter niederlegen, Museen vernichteten seine Bilder. 1937 wurden in der Nazi-Aktion „Entartete Kunst“ sechs seiner Werke aus dem Provinzial-Museum Hannover und dem Nassauischen Landesmuseum Wiesbaden beschlagnahmt. Er blieb aber Mitglied der Reichskammer der bildenden Künste. Für diese Zeit ist seine Teilnahme an 17 Gruppenausstellungen sicher belegt, darunter 1943 mit drei Bildern an der Großen Deutschen Kunstausstellung in München.
Von 1934 an malte Buchheister wieder gegenständlich: Landschaften in und um Hildesheim sowie Porträts. 1939 wurde er zur Teilnahme am Zweiten Weltkrieg einberufen. Während seiner Zeit als Soldat in Frankreich malte er weiterhin gegenständlich. Erst nach dem Ende des NS-Staats begann Buchheister wieder mit der abstrakten Malerei. Zögernd entstanden die ersten Bilder, und ab 1949 war der alte Buchheister wieder voll in Aktion. Aus dieser Zeit stammt die Freundschaft mit Karl Otto Götz.
1959 beteiligte Buchheister sich an der documenta II in Kassel. Die Freundschaft mit Jaguer brachte die Bekanntschaft mit anderen Pariser Malern wie Pierre Alechinsky, Arnalt Bryen, Francis Bott, Herold und Jenkins. Dazu kamen Ausstellungen in Japan, Südamerika, Jugoslawien, Polen, Belgien, Dänemark, der Schweiz, England, Frankreich, Italien und Israel.
Buchheister hat auf seinem Wege die Fülle der schöpferischen Möglichkeiten entdeckt. Er nahm die Natur auf natürlichste Weise wahr und bezog sich in seiner abstrakten Arbeit auf reale Beobachtungen und Erlebnisse. Buchheisters Werk, das in einem Œuvrekatalog dokumentiert ist, wurde durch mehrere Retrospektiven gewürdigt und ist in zahlreichen Museen vertreten.
Carl Buchheisters Grabstein mit einer zusätzlichen Inschrift für Elisabeth Buchheister, geborene Meyer (1906–1989) findet sich auf dem Lindener Bergfriedhof.
Sein schriftlicher Nachlass befindet sich im Deutschen Kunstarchiv im Germanischen Nationalmuseum in Nürnberg.

## Ehrungen
- 1960: Verdienstkreuz 1. Klasse der Bundesrepublik Deutschland

## 1937 als „entartet“ nachweislich beschlagnahmte Werke
- Abstrakte Komposition (Gemälde; zerstört)

- Komposition Rot-Dunkelgrau R 30 (Gemälde)

- Komposition (Aquarell; zerstört)

- Komposition mit rotem Dreieck (Aquarell; Stand 2018 im Kulturhistorischen Museum Rostock)

- Diagonalkomposition 133 a (Aquarell, 1933; Stand 2018 im Kulturhistorischen Museum Rostock)

- Komposition (Tusche-Zeichnung; Stand 2018 im Kulturhistorischen Museum Rostock)

## Werke (Auswahl)
- Lebensbejahung (Tafelbild, Öl, 1924; im Bestand der Berlinischen Galerie)

- Komposition Blaugelbstufung (Tafelbild, Öl, 1926; im Bestand der Berlinischen Galerie)

- Rosarechteck-Komposition (Tafelbild, Öl auf Sperrholz, 1927; 118 × 77 cm, im Bestand des Wilhelm-Hack-Museum, Ludwigshafen)

- Zugbrücke in Colmey (Öl, um 1942/43)[7]
- Alte Dächer in Hildesheim (Öl, um 1942/43)[8]
- Bauerngarten in Colmey (Öl, 1942)[9]